# Kassiakanel
Kassiakanel (Cinnamomum cassia syn. Cinnamomum aromaticum) art i familjen lagerväxter som förekommer naturligt i sydöstra Kina. Arten odlas även på Java och Sumatra. Cinnamomum cassia beskrevs först av Carl von Linné och den fick sitt nu gällande namn av Presl. Inga underarter finns listade i Catalogue of Life.
Kryddan utvinns ur barken som befriats från korklagret.
Andra namn är kanelkassia, kinesisk kanel, vanlig kanel, indisk kanel, cassia lignea, Cortex Cinnamomi Cassiæ.
Denna typ av kanel är vanlig vid matlagning och bakning, och ingår i den klassiska malda kryddblandningen kinesiska fem kryddor.